# Gymnopis syntrema
Gymnopis syntrema é uma espécie de anfíbio gimnofiono da família Caeciliidae. Está presente em Belize e na Guatemala.